# Bruno Kerl
Bruno Kerl (* 24. März 1824 in St. Andreasberg; † 25. März 1905 in Groß-Lichterfelde) war ein deutscher Hochschullehrer für Berg- und Hüttenkunde.

## Leben
Nach praktischer und wissenschaftlicher Ausbildung an der Berg- und Hüttenschule Clausthal studiert Kerl Chemie in Göttingen und wurde 1846 Hilfslehrer an der Bergschule in Clausthal. Später avancierte er zum Lehrer der Hüttenkunde und Probierkunst, ab 1862 mit dem Titel Professor. 1867 wurde er als Professor an die Bergakademie Berlin berufen. In Berlin war er auch Mitglied des Patentamtes und der Technischen Deputation für Gewerbe.

## Werke
- Metallurgische Probirkunst. Zum Gebrauche bei Vorlesungen und zum Selbststudium. Felix, Leipzig 1866. (Digitalisat und Volltext im Deutschen Textarchiv)